# 애프터눈무스메
애프터눈무스메(アフタヌーン娘δ)는 2010년 9월에 모닝구무스메。OG 멤버(후의 드림 모닝구무스메。)가 출연한 코카콜라의「조지아 호우비 브레이크」CF 내에서 결성된 특별 유닛이다.
덧붙여,「호우비 브레이크」의 CF 본편에서는 멤버 전원이 하녀 모습으로 등장하고 있다.

## 멤버
- 나카자와 유코 - 최연장자
- 야스다 케이
- 이이다 카오리
- 아베 나츠미
- 야구치 마리
- 후지모토 미키

## CM송
- アフタヌーンコーヒー

이 곡은 드림 모닝구무스메。의 앨범「ドリムス。①」에 수록되었다.

## 같이 보기
- 드림 모닝구무스메。
- M-line club